# Klonowiec Stary
Klonowiec Stary [pronunciación en polaco: /klɔˈnɔvjɛt͡s ˈstarɨ/] es un pueblo ubicado en el distrito administrativo de Gmina Strzelce, dentro del condado de Kutno, Voivodato de Łódź, en el centro de Polonia. Se encuentra a unos 6 kilómetros al oeste de Strzelce, a 9 kilómetros al noroeste de Kutno, y a 59 kilómetros al norte de la capital regional Łódź.